# Drepanomyces
Drepanomyces är ett släkte av svampar. Drepanomyces ingår i familjen Ceratomycetaceae, ordningen Laboulbeniales, klassen Laboulbeniomycetes, divisionen sporsäcksvampar och riket svampar.
|              | Ceratomyces                              |
|              |                                          |
|              | Phurmomyces                              |
|              |                                          |
|              | Rhynchophoromyces                        |
|              |                                          |
|              | Thaumasiomyces                           |
|              |                                          |
|              | Eusynaptomyces                           |
|              |                                          |
| Drepanomyces | \| \| Drepanomyces malayanus \| \| \| \| |
|              | \| \| Drepanomyces malayanus \| \| \| \| |
|              | Plectomyces                              |
|              |                                          |
|              | Helodiomyces                             |
|              |                                          |
|              | Synaptomyces                             |
|              |                                          |
|              | Thripomyces                              |
|              |                                          |
|              | Autoicomyces                             |
|              |                                          |
|              | Drepanomyces malayanus                   |
|              |                                          |

|  | Drepanomyces malayanus |
|  |                        |